# Battenberg, Hessen
Battenberg (Eder) är en tysk småstad i distriktet (Landkreis) Waldeck-Frankenberg i förbundslandet Hessen. Förutom staden ingår orterna Berghofen, Dodenau, Frohnhausen och Laisa i kommunen. Kommunen ligger 320 till 650 meter över havet i södra delen av bergstrakten Sauerland. Battenberg ligger vid floden Eder. Adelssläkten Battenberg har sitt ursprung i området.
Battenbergs vänorter är sedan 1979 Senonches (Frankrike) och sedan 1987 Romsey (England). Nära samarbeten finns även med Horní Jiřetín (tyska: Obergeorgenthal) och Litvínov (tyska: Leutensdorf) i Tjeckien samt med Loon op Zand i Nederländerna.

## Historia
Adelssläktens slott nämns 1214 för första gången i en urkund och den intilliggande orten är sedan 1232 bekräftad. Under senare 1200-talet övergick grevskapet och därmed orten i biskoparna av Mainz ägo. 1464 blev Battenberg en del av Lantgrevskapet Hessen. Senare ingick Battenberg i grevskapen Hessen-Kassel (sedan 1604) och Hessen-Darmstadt (sedan 1624), i Storhertigdömet Hessen (sedan 1806) och i Folkstaten Hessen (1918–1945).

## Sevärdheter
Sevärdheter i Battenberg är bland annat:
- Rådhuset med stadsmuseum
- Ruinen Kellerburg, var adelssläktens säte, ett torn finns bevarat
- Neuburg Battenberg, byggdes som jaktslott åt Ludvig VIII av Hessen-Darmstadt
- Hage med hjortdjur i stadsdelen Dodenau

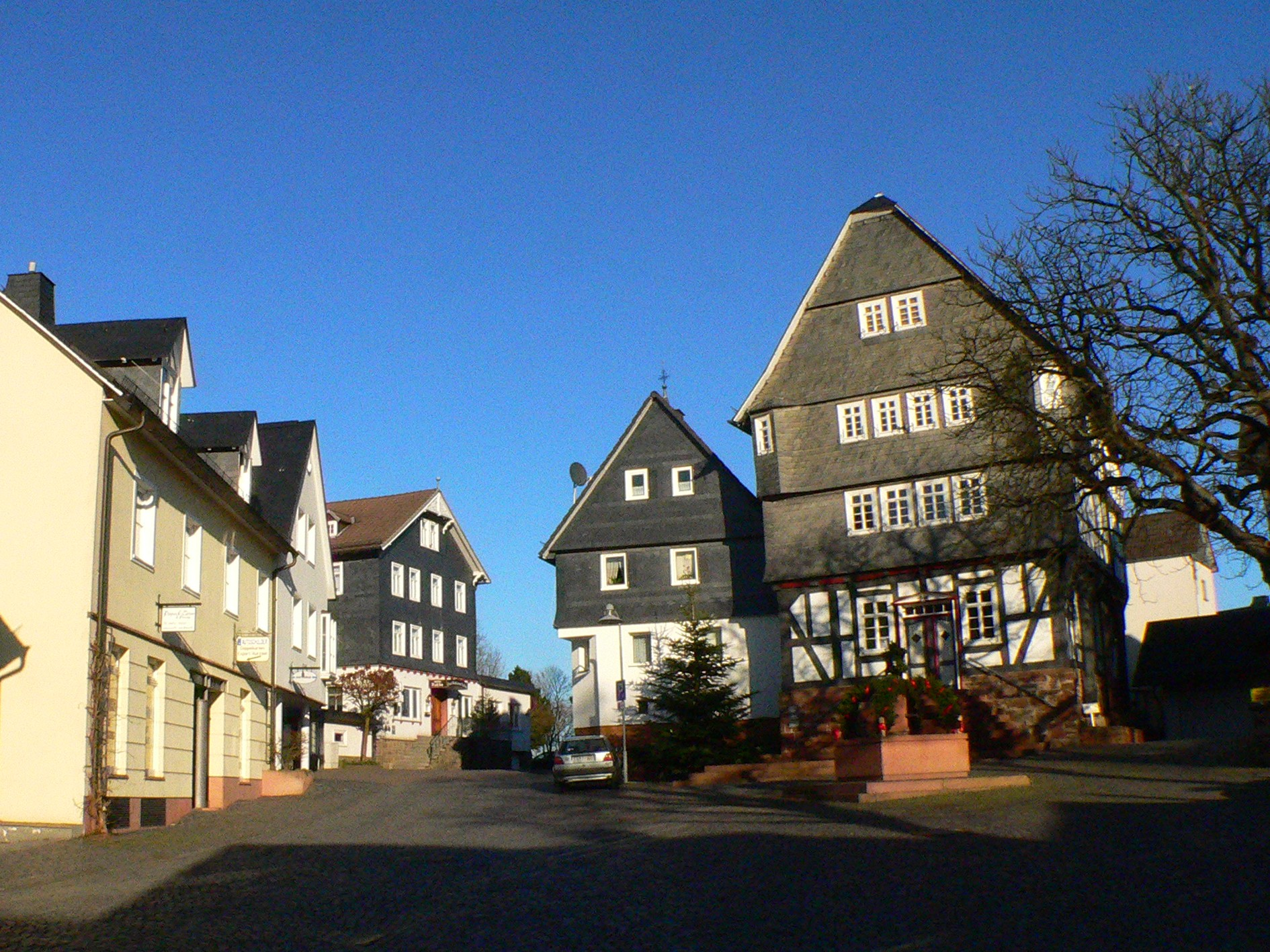
Torg med rådhuset till höger
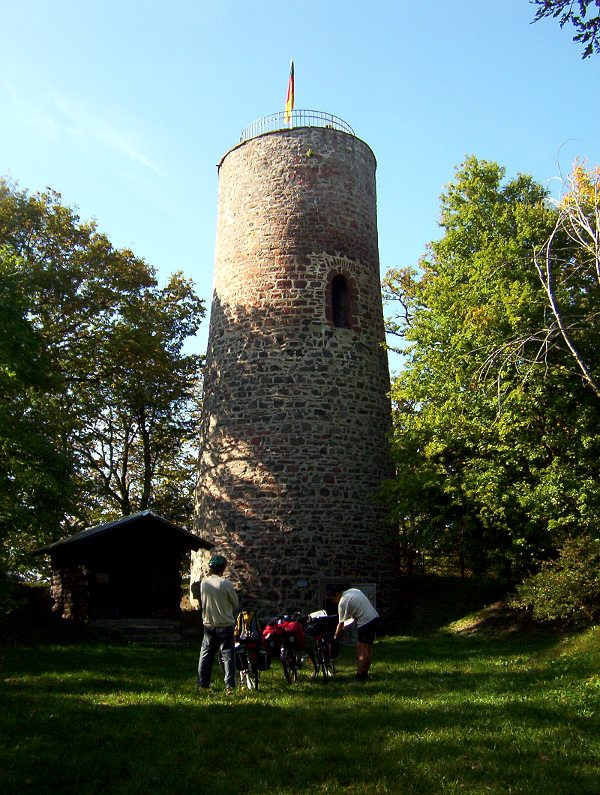
Ruinen Kellerburg
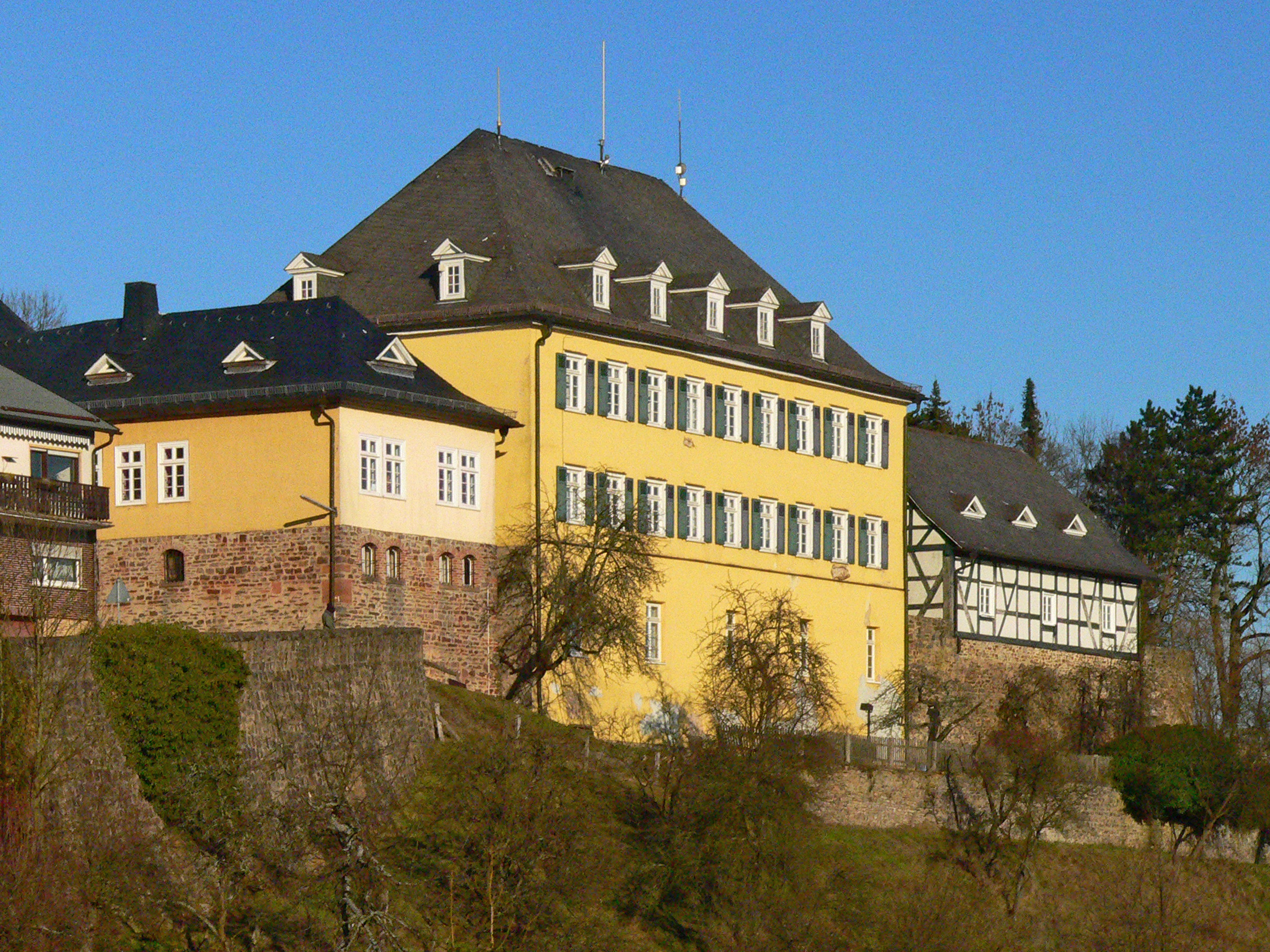
Neuburg Battenberg
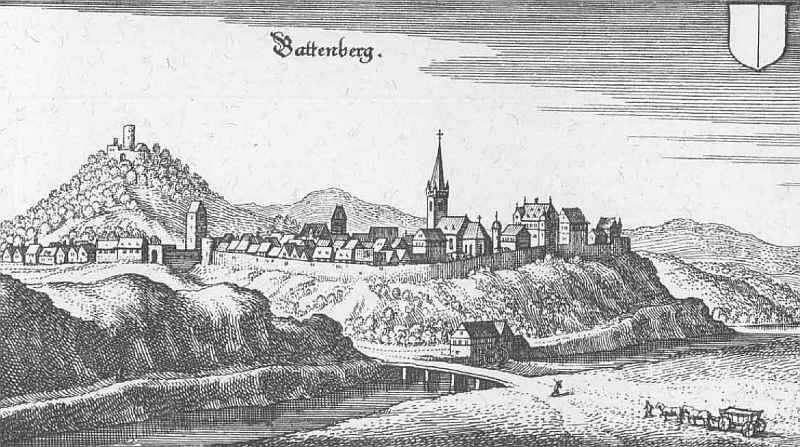
Vy mot staden, omkring 1655